# Polystyliphora queenslandica
Polystyliphora queenslandica är en plattmaskart som beskrevs av Curini-Galletti 1998. Polystyliphora queenslandica ingår i släktet Polystyliphora och familjen Polystyliphoridae. Inga underarter finns listade i Catalogue of Life.